# Druhá pětiletka (Československo)
Druhá pětiletka (1956–1960) byla ve formě zákona schválena až v říjnu 1958. Původně měla navazovat na první pětiletku, která probíhala v letech 1949 až 1953. Avšak z důvodu nevyváženosti mezi hutní, palivoenergetickou a surovinovou základnou nestačila držet krok s produkcí, byly pro roky 1954 a 1955 stanoveny jednoleté plány. Hlavním cílem druhého pětiletého plánu bylo dovršit přeměny kapitalistického modelu ekonomiky k socialistickému a dobudovat ho. Nadále se pokračovalo v budování těžkého průmyslu (průmyslová výroba se měla zvýšit o 54%, na Slovensku o 75%). V období 2. pětiletky proběhla tzv. Rozsypalova reforma, která reorganizovala podnikovou sféru a měla vést k decentralizaci ústředního řízení.

## Přechod od kapitalismu k socialismu

### Hospodářský vývoj
V průběhu druhého pětiletého plánu (1956-1960) byly zaznamenány poměrně značné přírůstky makroekonomických veličin, tyto přírůstky byly meziročně vyrovnané. Asi největší skok zaznamenala průmyslová produkce, která v průběhu 5 let vzrostla o dvě třetiny, podporován byl hlavně těžký průmysl, zejména těžké strojírenství, hutnictví, chemická výroba a rozvoj palivoenergetické základny. Tento přístup však vyžadoval velký objem pracovních sil a pohlcoval značnou část z investičních kvót. Jedním z největších projektů v této době byla stavba Východoslovenských železáren Košice (dnes U. S. Steel Košice), což byl v té době největší hutní komplex na Slovensku. Na Slovensku se také v období druhé pětiletky budovaly zbrojovky, a to jak z důvodu bezpečnosti, tak kvůli blízkosti ostatních spřátelených zemí, kam směřovala drtivá většina zahraničního obchodu.

### Kolektivizace zemědělství
Jedním z dvou hlavních úkolů 2. pětiletky bylo dovršit přeměny kapitalistického modelu ekonomiky k socialistickému, což fakticky znamenalo dovršení kolektivizace v zemědělství. V roce 1956 pracovalo v soukromých živnostech necelých 50 tisíc osob, tento počet se nadále snižoval a v roce 1960 to bylo už pouze 6601 osob. V drtivé většině se navíc jednalo o živnosti s jedním pracovníkem. Druhá vlna kolektivizace zemědělství byla z vůle KSČ zahájena v druhé polovině roku 1955. Při této druhé vlně se podařilo do JZD oproti prvním vlně sdružit většinu zemědělských hospodářství. Proces kolektivizace byl ukončen v letech 1959-1960, kdy byl počet členů JZD téměř jeden milion osob. Jedinou výjimkou v Československu tvořily horské oblasti na Slovensku, kde zůstával poměrně značný podíl soukromého sektoru. V průběhu druhého pětiletého plánu zde výroba, na rozdíl od toho prvního, rostla, zvyšovala se produktivita práce a to navzdory odlivu pracovních sil ze zemědělství.

## Životní úroveň
V průběhu druhé pětiletky soustavně rostla osobní i veřejná spotřeba a pokračovalo snižování maloobchodních cen. Oproti výsledkům prvního pětiletého plánu tak došlo ke zlepšení. V roce 1956 také došlo ke zkrácení týdenní pracovní doby z 48 hodin na 46 hodin, což bylo první zkrácení pracovní doby od roku 1918, kdy byla zavedena osmihodinová pracovní doba. Stát také uskutečnil reformu sociálního zabezpečení a začaly se intenzivně řešit otázky bytové výstavby, podpora rodin s více dětmi nebo růst důchodů. Z důvodu preference těžkého průmyslu však nedošlo k žádnému posunu v oblasti služeb a nevýrobní sféra tak čím dál víc zaostávala.

## Rozsypalova reforma
Jednalo se o první ekonomickou reformu v Československu od konce druhé světové války; byla postupně realizována v letech 1958-1959. Nejdůležitějším bodem celé této reformy bylo zrušení hlavních správ na ministerstvech a vytvoření středního článku vedení přímo u národních podniků, vznikly tzv. výrobní hospodářské jednotky (VHJ), do kterých přešlo velké množství pracovníků z ministerstev. Centrální orgány se nyní měly namísto přímého a detailního řízení podniků soustředit na dlouhodobé plánování a strategické otázky.
Další pětiletky měli být tvořeny zezdola na návrhy VHJ a sdružení. Nově neměly pětileté plány stanovovat přesné dané úkoly, ale vytvářet co nejlepší podmínky pro jejich plnění, závazné měly být pouze některé nejdůležitější úkoly.
Celá reforma však neměla příliš dlouhého trvání. Už v roce 1961 se ekonomické řízení státu z ideologických a politických důvodů začalo navracet zpět k centrálnímu modelu. Jako důvod pro tyto kroky byly oficiálně označeny ekonomické problémy kolem roku 1960, faktická příčina však byla systémová.